# 高橋周平
高橋 周平（たかはし しゅうへい、1994年1月18日 - ）は、神奈川県藤沢市出身のプロ野球選手（内野手）。右投左打。中日ドラゴンズ所属。
2019年から2021年まで同チームのキャプテンを務めた。

## 経歴

### プロ入り前
藤沢市立善行小学校1年時から野球を始め、投手としてプレー。藤沢市立善行中学校時代から湘南クラブボーイズで野手としてプレーし、中学2年時に日本一、ジャイアンツカップ準優勝を経験。小学校、中学校とボーイズリーグの4学年後輩に小笠原慎之介がいる。高校進学については横浜高等学校に憧れを抱いていたが、東海大学甲府高等学校のコーチ和泉淳一からの誘いを受けて同校に進学。
高校では1年春から「4番・三塁手」としてレギュラー入りし、秋からは遊撃手で起用される。2年春には、市立柏高校との練習試合にて1イニングに満塁本塁打2本を記録した。3年春は打率.471の活躍で県大会優勝に貢献。決勝戦では山梨県記録となる57号本塁打を打った。3年夏は山梨県大会で敗退し、甲子園出場は果たせなかった。
高校通算本塁打数は71本。
8月に行われたAAAアジア野球選手権において日本代表に選ばれ、5試合で20打数10安打13打点を記録した。決勝の韓国戦では高校通算71号となる先制2点本塁打と適時打を打ち、MVPを獲得。日本の同大会優勝に大きく貢献し、木製バットへの対応力も見せた。同高の2学年後輩に渡邉諒がいる。
2011年10月27日に行われたドラフト会議にてオリックス・バファローズ、東京ヤクルトスワローズ、中日ドラゴンズの3球団から1位指名を受け、抽選の結果、中日が交渉権を獲得した。甲子園出場経験のない高校生野手をドラフト1位で3球団が競合するのは史上初。11月25日に横浜市内のホテルで入団交渉を行い、契約金1億円、年俸1200万円で仮契約を結んだ。中日の高卒新人としては球団史上最高の年俸額であった。背番号は森野将彦が2009年までに着けていた31。同姓の髙橋聡文がいるため、スコアボード名は「高橋周」となり、背ネームは「S.TAKAHASHI」となった。

### 中日時代

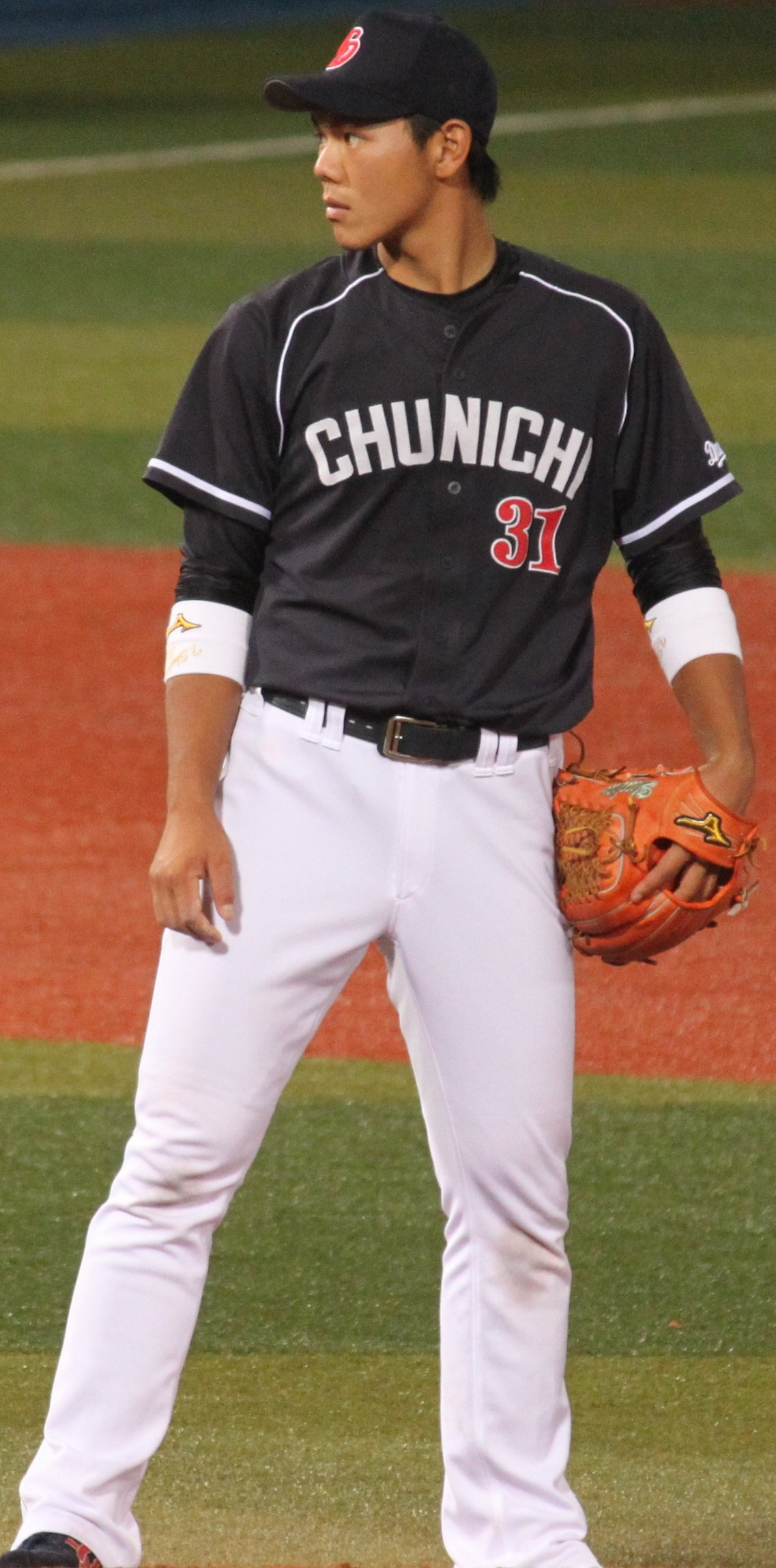
2013年8月3日 横浜スタジアムにて

2012年は、6月17日のオリックス4回戦（京セラドーム大阪）で寺原隼人から決勝打となるプロ初本塁打を放った。18歳4か月での本塁打はドラフト制以降の高卒新人では最年少、中日の高卒新人では1997年の森野以来8人目、決勝打は1960年の高木守道以来2人目であった。二軍では7本塁打を打ち、本塁打王のタイトルを獲得した。
2013年は、エクトル・ルナの負傷もあり、シーズン後半から主に三塁手として一軍に定着。8月1日の阪神タイガース戦（阪神甲子園球場）で「7番・三塁手」として初先発出場を果たすと、1点を追う6回に加藤康介から逆転満塁本塁打を放った。10代の選手が満塁本塁打を放つのは史上14人目、16本目。また、19歳6か月の選手が満塁本塁打を放つのは、2008年の坂本勇人（19歳3か月）に次いでセ・リーグ史上2番目の年少記録（当時）、球団史上では最年少記録であった。オフに野本圭と背番号を交換する形で9に変更した。合わせて背ネームがTAKAHASHIと苗字のみに変更された。
2014年は、前年オフに井端弘和が退団し、三塁手のレギュラー候補にはルナと森野がいたため、GMに就任した落合博満の勧めで遊撃手に再コンバートされるが、積極的に起用されたオープン戦で打撃不振に陥り、二軍落ちし、開幕も二軍で迎えることになった。その後、前年同様、ルナの負傷もあり、7月14日に一軍昇格し、主に三塁手として出場。7月21日の対横浜DeNAベイスターズ戦（横浜スタジアム）では故郷でシーズン1号本塁打、同25日の対読売ジャイアンツ戦（ナゴヤドーム）では自身初となる本拠地ナゴヤドームでの本塁打を放つと、8月12日のDeNA戦（長良川球場）では場外本塁打を放ち、自己最多となるシーズン6本塁打を記録した。オフに背番号を立浪和義が現役時代に着けていた3に変更した。
2015年は、打率.208と苦しみ、7月に二軍落ちしてからは一軍復帰できなかった。オフには浜田智博、桂依央利、友永翔太、岸本淳希とともに台湾ウインターリーグに派遣され、打率.254、2本塁打を記録した。
2016年は、髙橋聡文の退団に伴い、登録名が「高橋」に変更される。オープン戦では打率.196に留まったが、「7番・三塁手」として自身初めて開幕スタメンを勝ち取り、猛打賞を記録した。さらに、3月31日の対広島東洋カープ戦では、中田廉から逆転満塁本塁打を放った。平田良介が離脱してからは3番に回り、4月終了までに打率.276、3本塁打、13打点と好スタートを切っていたが、30日の対広島戦（MAZDA Zoom-Zoomスタジアム広島）にて右手を痛めて途中交代。検査の結果、有鈎骨骨折が判明し、翌5月1日に登録抹消された。
2017年は、8月30日の対DeNA戦でエドウィン・エスコバーから左翼ライン際にランニング本塁打を記録。球団では、2006年の福留孝介が記録して以来で、1997年にナゴヤドームが開場してから初の記録であった。
2018年は、福田永将の三塁手固定に伴い、開幕から主に二塁手として起用された。5月31日のオリックス戦から6月1日の北海道日本ハムファイターズ戦にかけて、NPBタイ記録となる4打席連続二塁打を達成した。後半戦からは先発投手の左右に関わらずスタメンで起用され、自身初の規定打席に到達。128試合に出場して、打率.254、11本塁打、69打点という成績を残した。
2019年からは、中日のチームキャプテン（主将）を務めることとなった。3・4月は不振だったが、5月に月間8度の猛打賞を記録し、5月の月間MVPに初選出された。6月4日には、自身初の4番に起用された。同27日にはオールスターゲームに選手間投票で選出され、第2戦（甲子園）では、猛打賞を記録して、敢闘選手賞を受賞する活躍を見せた。しかし、7月16日の対阪神戦で1回裏に、一塁に帰塁した際に右手小指を負傷。その後、検査で「右小指橈側側副靭帯断裂」と診断され、戦線離脱した。8月4日からマシン打撃を再開し、8月16日の対ヤクルト戦で、6回表に代打で実戦復帰した。最終的に、2年連続で規定打席に到達し、117試合に出場、打率.293、7本塁打、59打点で、自身初の三塁手部門でゴールデングラブ賞とベストナインを受賞した。
2020年は、6月に月間打率.359を記録するなど開幕を好調で迎えるも、7月11日の対広島戦で左太もも裏の肉離れを発症し戦線を離脱した。25日に復帰した後、10月15日の対阪神戦でロベルト・スアレスからプロ入り初のサヨナラ本塁打となる6号逆転サヨナラ3点本塁打を記録した。最終的にリーグ6位となる打率.305を記録し、自身初の打率3割を達成した。また、オフには2年連続となるゴールデングラブ賞を受賞した。11月26日、2000万円増となる推定年俸8000万円で契約を更改した。
2021年は、同じ苗字の選手である髙橋宏斗の入団に伴い、スコアボード上の表記をフルネームである「高橋周平」に変更した。37試合目の5月11日の阪神戦で西勇輝から1号本塁打を放った。6月9日の東北楽天ゴールデンイーグルス戦では3番に起用され、2本塁打を含む4安打4打点を記録した。しかし、前半戦は打率.254と苦しんだ。後半戦は、一時は調子が上がるも、不調のままシーズンが終了。自己最多の137試合に出場したものの、打率.259、5本塁打、39打点はいずれも前年を下回ったほか、リーグワーストの21併殺打を記録するなど不本意なシーズンになった。11月23日、500万円減となる推定年俸7500万円で契約を更改した。
2022年は、開幕直前に左足首を捻挫したため、開幕二軍スタートとなった。4月29日に一軍登録され、同日の広島戦（バンテリンドーム ナゴヤ）でシーズン初出場。8月に、右脇腹の肉離れでも二軍降格となるなど消化不良のシーズンに終始。チームも6年ぶりの最下位に終わり、11月23日には750万円減となる推定年俸6750万円で契約を更改した。
2023年は、開幕戦であった3月31日の巨人戦（東京ドーム）に3番・三塁手として先発出場し、同点の9回表の一死満塁の好機に決勝打となる左翼越えの勝ち越し2点適時二塁打を放ち、チームに2年ぶりとなる開幕戦勝利をもたらした。その後も6月1日のソフトバンク戦（福岡PayPayドーム）や6月30日のDeNA戦（横浜スタジアム）でも試合終盤に決勝打を放つなどの活躍を見せたが、シーズンを通しては定位置だった三塁手の守備位置を石川昂弥に譲る形となり、出場86試合中先発は34試合に留まり、代打や守備固めでの起用が目立った。本塁打数も自身プロ入り後初の0であった。オフの11月21日に2年契約による現状維持の年俸で契約更改した。
2024年は、開幕戦から15試合連続で三塁手として先発出場していたが、4月16日のヤクルト戦で守備時に右脚を負傷し途中交代。翌4月17日に右外側ヒラメ筋損傷と診断され登録を抹消された。

## 選手としての特徴

### 打撃
柔らかいスイングから打球速度、飛距離共に高校生離れした打球を打ち、木製バットで130メートル級の飛距離を打つ長打力を持ち味とする。打撃では「ボールを呼び込んで、ポイントを近くにして打つこと」を心がけているという。高校時代には130メートル以上飛ばないと越えないという特設ネットが設置されていた。
高校時代の監督である村中秀人からは「森野将彦以上の素材」と評価された（村中は東海大相模高校時代の森野の監督でもある）。また、高校のコーチである和泉淳一は「森野は天才型だけど高橋は努力型。誰よりも早くグラウンドに現れて誰よりも遅くグラウンドにいる」と評している。

### 守備・走塁
一塁到達は4.6秒台と平均を下回るが、盗塁時には3.4秒台を記録する走力を備える。遠投105メートル、50メートル走は6秒4。
守備ではグラブさばきに非凡さがある。

## 人物
2014年よりアディダスとアドバイザリー契約を結んでいる。
趣味は買い物で、好きな食べ物はラーメン。
小学生の頃は読売ジャイアンツの選手であった松井秀喜に憧れを抱いていた。プロ入り時には憧れている選手として森野将彦を挙げている。
長渕剛のファンである。
2017年1月3日に入籍し、2018年11月に第一子となる長女が誕生した。

## 詳細情報

### 年度別打撃成績
| 年 度      | 球 団      | 試 合 | 打 席 | 打 数 | 得 点 | 安 打 | 二 塁 打 | 三 塁 打 | 本 塁 打 | 塁 打 | 打 点 | 盗 塁 | 盗 塁 死 | 犠 打 | 犠 飛 | 四 球 | 敬 遠 | 死 球 | 三 振 | 併 殺 打 | 打 率 | 出 塁 率 | 長 打 率 | O P S |
| ---------- | ---------- | ----- | ----- | ----- | ----- | ----- | -------- | -------- | -------- | ----- | ----- | ----- | -------- | ----- | ----- | ----- | ----- | ----- | ----- | -------- | ----- | -------- | -------- | ----- |
| 2012       | 中日       | 41    | 73    | 71    | 5     | 11    | 1        | 0        | 2        | 18    | 3     | 0     | 0        | 0     | 0     | 2     | 0     | 0     | 18    | 2        | .155  | .178     | .254     | .432  |
| 2013       | 中日       | 66    | 212   | 197   | 19    | 49    | 13       | 1        | 5        | 79    | 27    | 0     | 0        | 2     | 1     | 11    | 2     | 1     | 34    | 2        | .249  | .290     | .401     | .691  |
| 2014       | 中日       | 61    | 156   | 144   | 14    | 37    | 8        | 1        | 6        | 65    | 14    | 0     | 0        | 2     | 2     | 8     | 1     | 0     | 29    | 2        | .257  | .292     | .451     | .744  |
| 2015       | 中日       | 51    | 172   | 154   | 10    | 32    | 6        | 1        | 4        | 52    | 18    | 2     | 1        | 1     | 0     | 16    | 0     | 1     | 42    | 5        | .208  | .287     | .338     | .624  |
| 2016       | 中日       | 75    | 283   | 255   | 28    | 64    | 14       | 2        | 4        | 94    | 29    | 0     | 1        | 1     | 1     | 22    | 0     | 4     | 84    | 7        | .251  | .319     | .369     | .688  |
| 2017       | 中日       | 41    | 148   | 129   | 12    | 30    | 6        | 0        | 2        | 42    | 10    | 0     | 2        | 1     | 3     | 15    | 0     | 0     | 31    | 3        | .233  | .306     | .326     | .632  |
| 2018       | 中日       | 128   | 477   | 433   | 35    | 110   | 26       | 2        | 11       | 173   | 69    | 0     | 0        | 8     | 3     | 30    | 1     | 3     | 89    | 9        | .254  | .305     | .400     | .704  |
| 2019       | 中日       | 117   | 471   | 430   | 50    | 126   | 28       | 5        | 7        | 185   | 59    | 3     | 4        | 5     | 1     | 32    | 7     | 3     | 70    | 10       | .293  | .345     | .430     | .776  |
| 2020       | 中日       | 108   | 438   | 394   | 46    | 120   | 25       | 1        | 7        | 168   | 46    | 1     | 1        | 0     | 3     | 39    | 6     | 2     | 70    | 13       | .305  | .368     | .426     | .794  |
| 2021       | 中日       | 137   | 520   | 475   | 40    | 123   | 27       | 0        | 5        | 165   | 39    | 1     | 0        | 0     | 4     | 40    | 4     | 1     | 79    | 21       | .259  | .315     | .347     | .663  |
| 2022       | 中日       | 78    | 290   | 265   | 18    | 66    | 7        | 1        | 2        | 81    | 21    | 1     | 1        | 1     | 1     | 16    | 0     | 7     | 43    | 8        | .249  | .308     | .306     | .614  |
| 2023       | 中日       | 86    | 172   | 158   | 1     | 34    | 6        | 0        | 0        | 40    | 14    | 1     | 0        | 2     | 0     | 11    | 1     | 1     | 41    | 5        | .215  | .271     | .253     | .524  |
| 2024       | 中日       | 60    | 190   | 173   | 8     | 45    | 6        | 0        | 2        | 57    | 16    | 0     | 1        | 3     | 0     | 13    | 2     | 1     | 40    | 7        | .260  | .316     | .329     | .645  |
| 通算：13年 | 通算：13年 | 1049  | 3602  | 3278  | 286   | 847   | 173      | 14       | 57       | 1219  | 365   | 9     | 11       | 26    | 19    | 255   | 24    | 24    | 670   | 94       | .258  | .315     | .372     | .687  |

- 2024年度シーズン終了時
- 各年度の太字はリーグ最高

### 年度別守備成績
| 年 度 | 球 団 | 一塁  | 一塁  | 一塁  | 一塁  | 一塁  | 一塁     | 二塁  | 二塁  | 二塁  | 二塁  | 二塁  | 二塁     | 三塁  | 三塁  | 三塁  | 三塁  | 三塁  | 三塁     | 遊撃  | 遊撃  | 遊撃  | 遊撃  | 遊撃  | 遊撃     |
| 年 度 | 球 団 | 試 合 | 刺 殺 | 補 殺 | 失 策 | 併 殺 | 守 備 率 | 試 合 | 刺 殺 | 補 殺 | 失 策 | 併 殺 | 守 備 率 | 試 合 | 刺 殺 | 補 殺 | 失 策 | 併 殺 | 守 備 率 | 試 合 | 刺 殺 | 補 殺 | 失 策 | 併 殺 | 守 備 率 |
| ----- | ----- | ----- | ----- | ----- | ----- | ----- | -------- | ----- | ----- | ----- | ----- | ----- | -------- | ----- | ----- | ----- | ----- | ----- | -------- | ----- | ----- | ----- | ----- | ----- | -------- |
| 2012  | 中日  | -     | -     | -     | -     | -     | -        | -     | -     | -     | -     | -     | -        | 26    | 7     | 24    | 1     | 4     | .969     | -     | -     | -     | -     | -     | -        |
| 2013  | 中日  | -     | -     | -     | -     | -     | -        | -     | -     | -     | -     | -     | -        | 47    | 34    | 74    | 6     | 6     | .947     | 8     | 6     | 16    | 0     | 3     | 1.000    |
| 2014  | 中日  | -     | -     | -     | -     | -     | -        | -     | -     | -     | -     | -     | -        | 37    | 16    | 54    | 3     | 4     | .959     | 8     | 1     | 9     | 0     | 0     | 1.000    |
| 2015  | 中日  | -     | -     | -     | -     | -     | -        | -     | -     | -     | -     | -     | -        | 44    | 18    | 67    | 5     | 5     | .944     | -     | -     | -     | -     | -     | -        |
| 2016  | 中日  | -     | -     | -     | -     | -     | -        | 1     | 0     | 2     | 0     | 0     | 1.000    | 71    | 55    | 115   | 4     | 14    | .977     | -     | -     | -     | -     | -     | -        |
| 2017  | 中日  | 3     | 17    | 3     | 0     | 0     | 1.000    | -     | -     | -     | -     | -     | -        | 35    | 29    | 66    | 3     | 7     | .969     | -     | -     | -     | -     | -     | -        |
| 2018  | 中日  | -     | -     | -     | -     | -     | -        | 99    | 205   | 296   | 7     | 54    | .986     | 44    | 16    | 62    | 0     | 3     | 1.000    | -     | -     | -     | -     | -     | -        |
| 2019  | 中日  | -     | -     | -     | -     | -     | -        | -     | -     | -     | -     | -     | -        | 116   | 68    | 200   | 8     | 13    | .971     | -     | -     | -     | -     | -     | -        |
| 2020  | 中日  | -     | -     | -     | -     | -     | -        | -     | -     | -     | -     | -     | -        | 106   | 65    | 201   | 5     | 18    | .982     | -     | -     | -     | -     | -     | -        |
| 2021  | 中日  | -     | -     | -     | -     | -     | -        | -     | -     | -     | -     | -     | -        | 134   | 71    | 202   | 8     | 22    | .972     | -     | -     | -     | -     | -     | -        |
| 2022  | 中日  | -     | -     | -     | -     | -     | -        | 24    | 39    | 67    | 1     | 13    | .991     | 58    | 31    | 91    | 3     | 4     | .976     | 5     | 5     | 7     | 2     | 4     | .857     |
| 2023  | 中日  | -     | -     | -     | -     | -     | -        | 12    | 24    | 20    | 2     | 5     | .957     | 64    | 21    | 62    | 1     | 5     | .988     | -     | -     | -     | -     | -     | -        |
| 2024  | 中日  | -     | -     | -     | -     | -     | -        | -     | -     | -     | -     | -     | -        | 49    | 19    | 68    | 9     | 1     | .906     | -     | -     | -     | -     | -     | -        |
| 通算  | 通算  | 3     | 17    | 3     | 0     | 0     | 1.000    | 136   | 268   | 385   | 10    | 72    | .985     | 831   | 450   | 1286  | 56    | 106   | .969     | 21    | 12    | 32    | 2     | 7     | .957     |

- 2024年度シーズン終了時
- 各年度の太字はリーグ最高
- 太字年はゴールデングラブ賞受賞

### 表彰
- ベストナイン：1回（三塁手部門：2019年） ※三塁手部門での平成生まれ初の受賞
- ゴールデングラブ賞：2回（三塁手部門：2019年、2020年） ※三塁手部門での平成生まれ初の受賞
- 月間MVP：1回（野手部門：2019年5月）
- 月間サヨナラ賞：1回（2020年10・11月）
- オールスターゲーム敢闘選手賞（2019年第2戦）

### 記録
初記録
- 初出場：2012年3月31日、対広島東洋カープ2回戦（ナゴヤドーム）、8回表に三塁手で出場
- 初打席：2012年4月4日、対横浜DeNAベイスターズ1回戦（横浜スタジアム）、7回表に菊地和正から二塁ゴロ
- 初先発出場：2012年5月11日、対広島東洋カープ7回戦（MAZDA Zoom-Zoom スタジアム広島）、8番・三塁手で先発出場
- 初安打：同上、5回表に大竹寛から左中間二塁打
- 初本塁打・初打点：2012年6月17日、対オリックス・バファローズ4回戦（京セラドーム大阪）、8回表に寺原隼人から左越ソロ
- 初盗塁：2015年4月15日、対阪神タイガース5回戦（ナゴヤドーム）、6回裏に二盗（投手：岩本輝、捕手：梅野隆太郎）

節目の記録
- 1000試合出場：2024年4月10日、対横浜DeNAベイスターズ2回戦（横浜スタジアム）、3番・三塁手で先発出場 ※史上526人目（後藤駿太と同日達成）[62]

その他の記録
- オールスターゲーム出場：1回（2019年）

### 背番号
- 31（2012年 - 2013年）
- 9（2014年）
- 3（2015年 - ）

### 登場曲
2013年 - 2014年
- 「Live While We're Young」ワン・ダイレクション

2015年
- 「Midnight Memories」ワン・ダイレクション（シーズン開始時は奇数打席で7月20日現在は偶数打席）
- 「Never Ever Stop」シェネル（偶数打席）
- 「人生は素晴らしい物語」ハジ→（シーズン途中、奇数打席）

2016年
- 「NEXT LEVEL」ET-KING（奇数打席）
- 「高嶺の花子さん」back number（偶数打席）

2017年
- 「Beautiful」Superfly（奇数打席）
- 「高嶺の花子さん」back number（偶数打席）

2018年
- 「Beautiful」Superfly（奇数打席）
- 「君に届け」flumpool（偶数打席）

2019年
- 「くじら12号」JUDY AND MARY（シーズン途中まで、奇数打席）
- 「Pretender」Official髭男dism（シーズン途中から、奇数打席）
- 「愛唄」GReeeeN（4月中旬まで偶数打席）
- 「パプリカ」Foorin（4月中旬頃から偶数打席）

2020年
- 「Start Over」Gaho（シーズン途中まで奇数打席途中から1・4打席）
- 「パプリカ」Foorin（シーズン途中まで偶数打席、途中から2・5打席）
- 「Daisy」PENTAGON（シーズン途中から3打席目に使用）

2021年
- 「Take a picture」NiziU（シーズン前半第1・4打席）
- 「Romeo+Juliet -Love goes on-」平井大（シーズン前半第2,5打席に使用）
- 「VVS（feat. JUSTHIS）」MIrani, Munchman, Khundi Panda&MUSHVENOM（シーズン前半第3打席に使用）
- 「Permission to Dance」BTS（シーズン後半、主に奇数打席に使用）
- 「Under the Sea」平井大（シーズン後半、主に偶数打席に使用）
- 「ICY」ITZY（シーズン後半戦開始後1週間程、3打席目に使用）

2022年
- 「ベテルギウス」優里 7月初旬まで奇数打席,7月初旬〜肉離れでの離脱まで第4打席
- 「My universe」ColdPlay X BTS 7月初旬まで偶数打席
- 「声をきかせて」BIGBANG 7月初旬〜肉離れでの離脱まで第1・3打席
- 「ミックスナッツ」Official髭男dism 7月初旬〜肉離れでの離脱まで第2打席，8月の復帰〜第3打席
- 「Start Over」THE BEAT GARDEN 8月の復帰〜第1・2打席

2023年
- 「Start Over」THE BEAT GARDEN 第1・4打席
- 「原宿いやほい」きゃりーぱみゅぱみゅ 第2打席
- 「リンジューラヴ」マカロニえんぴつ 第3打席

2024年
・「幾億光年」 omoinotake 第1・3打席
・「Start Over」THE BEAT GARDEN 第2・4打席

### 代表歴
- 第9回AAAアジア野球選手権大会日本代表